# MGMT
Gli MGMT (inizialmente conosciuti come The Management) sono un gruppo musicale statunitense originario di New York (distretto di Brooklyn) composto da Benjamin "Ben" Goldwasser e Andrew VanWyngarden.

## Storia del gruppo

### Gli esordi (2002-2006)
Goldwasser e VanWyngarden formarono la band mentre frequentavano la Wesleyan University, durante il loro primo anno di studi nel dicembre 2002. "Non avevamo intenzione di formare un gruppo" - sottolinea Goldwasser - "Uscivamo soltanto, mostrando l'uno all'altro la musica che ci piaceva". Sperimentarono il noise rock e l'elettronica prima di stabilirsi sul genere che David Marchese di Spin magazine chiama "il loro attuale tipo di pop psichedelico multiforme".
Si laurearono in musica nel 2005 e girarono in tour per promuovere l'EP Time to Pretend, aprendo i concerti degli Of Montreal.
Nell'autunno del 2006, mentre era vicepresidente della A&R, Steve Lillywhite firmò con gli MGMT un contratto milionario per quattro album. Inizialmente avevano stipulato un contratto discografico con la Cantora Records.

### Oracular Spectacular(2007-2009)
Nel 2007 il duo registrò con Dave Fridmann, produttore dei Flaming Lips per la loro etichetta discografica major, l'album di esordio, Oracular Spectacular.
Il loro primo album Oracular Spectacular debuttò al dodicesimo posto della Official Albums Chart, al sesto posto nell'australiana Aria Charts, e raggiunse il primo sulla classifica Billboard Top Heatseekers. L'album inoltre è stato nominato come il 18º miglior album del decennio dalla rivista Rolling Stone e come miglior album del 2008 da NME.
Il 14 novembre 2007 Rolling Stone fissò gli MGMT nella top 10 degli "Artist to Watch" (Artisti da osservare) nel 2008. La band è stata eletta al nono posto della Sound of 2008 top 10 poll della BBC. 
Nel periodo 2008-2009 il gruppo si esibisce dal vivo per una serie di date, accompagnando per alcuni concerti artisti come Beck, M.I.A., Paul McCartney, Flaming Lips e Bloc Party.

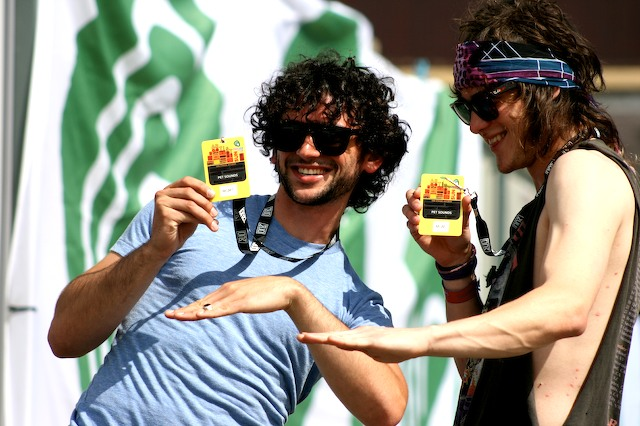
Gli MGMT nel 2008.

### Congratulations(2009-2011)
Nell'aprile 2010 viene pubblicato l'album Congratulations. Nel frattempo la band si è ampliata con l'ingresso di Matthew Asti, Will Berman e James Richardson. L'album è stato registrato con Pete Kember (Spacemen 3). Il 9 marzo 2010 il gruppo aveva pubblicato gratuitamente sul proprio sito una canzone inserita poi nell'album, ossia Flash Delirium.
Il tour di promozione del disco viene fatto partire contemporaneamente alla pubblicazione dell'album, con una "data zero" tenutasi a San Francisco. Per quanto riguarda le vendite, Congratulations raggiunge il secondo posto della classifica Billboard 200 e il quarto della Official Albums Chart.
Nel marzo 2011 viene pubblicato l'EP di remix intitolato Congratulations Remixes, contenente tre tracce a cui partecipano Erol Alkan, gli artisti della Ed Banger Records e Cornelius.

### Little Dark Age(2015-2019)
Il 26 dicembre 2015, attraverso un messaggio sul proprio account Twitter, la band annuncia il proprio ritorno nel 2016. Nel settembre 2016 la band annuncia che il suo ritorno è fissato per il 2017. Il 5 maggio 2017 si esibisce al Beale Street Music Festival in Memphis suonando quattro nuove tracce, Little Dark Age, James, Me and Michael e When You Die. Il 7 maggio pubblica un video teaser sul proprio account Instagram annunciando ufficialmente che il titolo del nuovo album in uscita nel 2017 è Little Dark Age. Il 17 ottobre viene pubblicato il singolo Little Dark Age, title track dell'album in uscita nel 2018, accompagnato da un video musicale diretto da David MacNutt e Nathaniel Axel. Il 12 dicembre la band pubblica il secondo singolo estratto dal nuovo album, When You Die.
Il 5 gennaio 2018 esce il terzo singolo estratto dal disco Hand It Over. Il 16 gennaio viene reso noto attraverso i profili Twitter e Instagram che l'album, coprodotto da Dave Fridmann (già produttore di Oracular Spectacular e di MGMT) e da Patrick Wimberly (Chairlift), verrà pubblicato il 9 febbraio. Oltre alla data ufficiale d'uscita, è stata comunicata la track list dell'album insieme ad un video promozionale girato durante la registrazione. Il 7 febbraio esce il quarto singolo, Me and Michael.

### Fine del contratto con la Columbia Records e la nascita della "MGMT Records" (2019-presente)
Il 21 novembre 2019 la band si esibisce al Pearl Concert Theater di Las Vegas, Nevada, presentando una nuova canzone dal titolo In The Afternoon. Il giorno 11 dicembre 2019 gli MGMT pubblicano il singolo In The Afternoon, insieme ad un video musicale diretto dagli stessi MGMT e pubblicato tramite la propria etichetta discografica indipendente MGMT Records, segnando la fine del proprio contratto con la Columbia Records.

### LateNightTales: MGMT
Il 3 ottobre 2011 viene pubblicato il 25º album facente parte della serie LateNightTales. Consiste in una selezione di canzoni in stile o piacere dell'artista invitato a partecipare dalla Night Time Stories Ltd. I MGMT scelgono 20 canzoni da vari artisti per l'album inclusa la loro cover dei Bauhaus del 1982 eseguita in studio da loro stessi per l'occasione dal titolo All We Ever Wanted Was Everything.

## Genere musicale
Il genere musicale della band è solitamente definito Neopsichedelia (Rock psichedelico moderno), con sprazzi ed evidenti sfumature Synth pop ed elettroniche.

## Formazione

### Studio
- Andrew VanWyngarden – voce, chitarra, batteria, basso, tastiere, flauto, armonica, sitar, percussioni (2002-presente)
- Benjamin "Ben" Goldwasser – voce, synth, organo, pianoforte, omnichord, percussioni (2002-presente)

### Live
- James Richardson – chitarra, tastiere, batteria (2007-2008); sassofono, percussioni, cori, zufolo (2007-presente)
- Will Berman – batteria, percussioni, armonica, cori (2005, 2008-presente)
- Simon O'Connor – basso, cori (2017-presente)

Ex membri
- Matthew "Matt" Asti – basso, pianoforte, cori, percussioni (2007-2014)
- Hank Sullivant – chitarra, tastiere (2007-2008; 2013-2014)

## Discografia

### Album in studio
- 2007 – Oracular Spectacular
- 2010 – Congratulations
- 2013 – MGMT
- 2018 – Little Dark Age
- 2024 – Loss of Life

### Album dal vivo
- 2022 – 11•11•11

### Remix
- 2011 – Congratulations Remixes
- 2018 – Little Dark Age (Matthew Dear Album Remix)

### Raccolte
- 2011 – LateNightTales: MGMT

### EP
- 2005 – We (Don't) Care
- 2008 – Time to Pretend
- 2010 – Qu'est-ce que c'est la vie, chaton?
- 2011 – We Hear of Love, of Youth, and of Disillusionment

### Singoli
- 2007 – Weekend Wars
- 2008 – Time to Pretend
- 2008 – Electric Feel
- 2008 – Metanoia
- 2008 – Kids
- 2008 – Flash Delirium
- 2010 – Siberian Breaks
- 2010 – It's Working
- 2010 – Congratulations
- 2013 – Alien Days
- 2013 – Your Life Is a Lie
- 2017 – Little Dark Age
- 2017 – When You Die
- 2018 – Hand It Over
- 2018 – Me and Michael
- 2018 – In The Afternoon
- 2020 – As You Move Through the World
- 2023 – Morher Nature
- 2023 – Bubblegum Dog
- 2024 – Nothing to Declare